# Palos Verdes

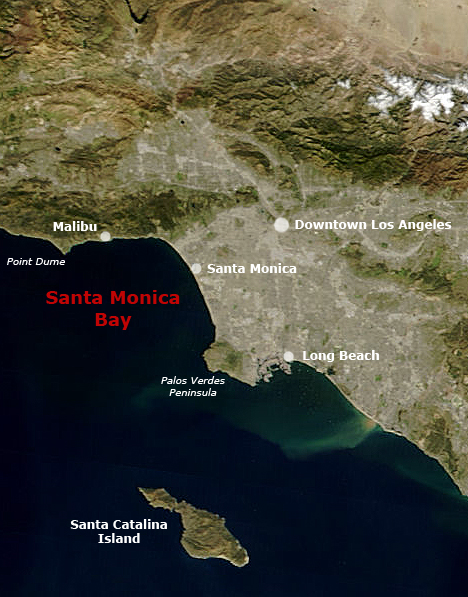
Palos Verdes

Palos Verdes este o peninsulă cu o o suprafață de circa 100 km², care se află la sud de Los Angeles, în golful Santa Monica, comitatul Los Angeles, statul  California,  Statele Unite ale Americii.  Peninsula este cunoscută pentru practicarea unor sporturi așa cum sunt jocul de golf sau sporturile nautice. Din cauza altitudinii mai ridicate a reliefului peninsulei, există numeroase locuri ce oferă puncte multiple de belvedere ale Pacificului.